# Фрирайд (велосипед)

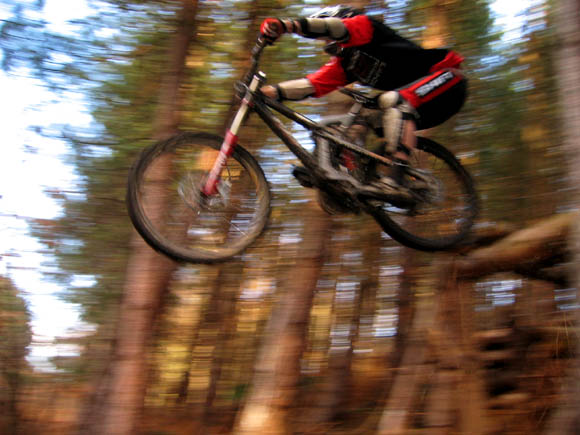
Прыжок с дропа (трамплина) на маунтинбайке

Фрира́йд (от англ. free ride — свободная езда) — стиль катания на велосипеде (а также дисциплина велоспорта), подразумевающая под собой езду на велосипеде по сложным, иногда искусственно сооружённым трассам, использующим естественные природные и искусственные препятствия. Успешное передвижение по таким трассам требует специальной технической подготовки и особым образом приспособленных велосипедов (как правило, используются горные велосипеды с прочной рамой, передней и задней подвесками большого хода, мощными дисковыми тормозами). Трассы фрирайда включают преодоление обрывистых склонов высотой десятки метров и больше, прыжки на высокой скорости, движение по узким извилистым тропинкам, проложенным по крутым склонам или по мосткам (для этих трасс есть специальное название норд-шор).
Соревнования по фрирайду финансируются компаниями, производящими велосипедное и иное спортивное снаряжение. Гонки в стиле фрирайд, с подробным показом всех рискованных трюков, являются основным сюжетом многочисленных фильмов, предназначенных для любителей горного велосипеда.

## Характеристики велосипедов
Для фрирайда и даунхиллa используются мощные двухподвесные велосипеды. Их вес составляет около 13-18 килограмм. Ход вилки и амортизатора от 150 до 200 мм. Профессионалы в основном используют двухкоронные вилки с большей прочностью. Тормоза — дисковые, гидравлические. Количество скоростей в основном ограничивается 9-12 с одной передней звездой. Сейчас для фрирайда в основном используют эндуро или даунхильные велосипеды.

## Экипировка для "фрирайда"
"Фрирайдеры" используют шлемы-фуллфейсы.
Шлем спасет спортсмена от перелома шейных позвонков, сотрясения мозга, выбивания челюсти и других тяжелых травм, однако, поскольку фрирайд обычно полон падений с высоты, иногда шлем может не спасти от свернутой шеи. Для защиты шеи используются специальная система, однако она стоит достаточно дорого. Защита шеи пристегивается к так называемому «панцирю» (он же «черепаха»), который выполняет функцию защиты позвоночника, ребер, ключиц, лопаток и др. Также спортсменами используются щитки для защиты колен, большеберцовой и малоберцовой костей и налокотники для защиты локтей. Все спортсмены используют перчатки, так как они позволяют защитить ладони при падении, а некоторые модели могут спасти от перелома пястных костей и фаланг. Кроме того перчатки обеспечивают лучшее сцепление с ручками велосипеда. Также многие используют специальные маски для защиты от попадания во время катания в глаза посторонних предметов, что может привести к травмам спортсмена.